# UHF-Steckverbinder

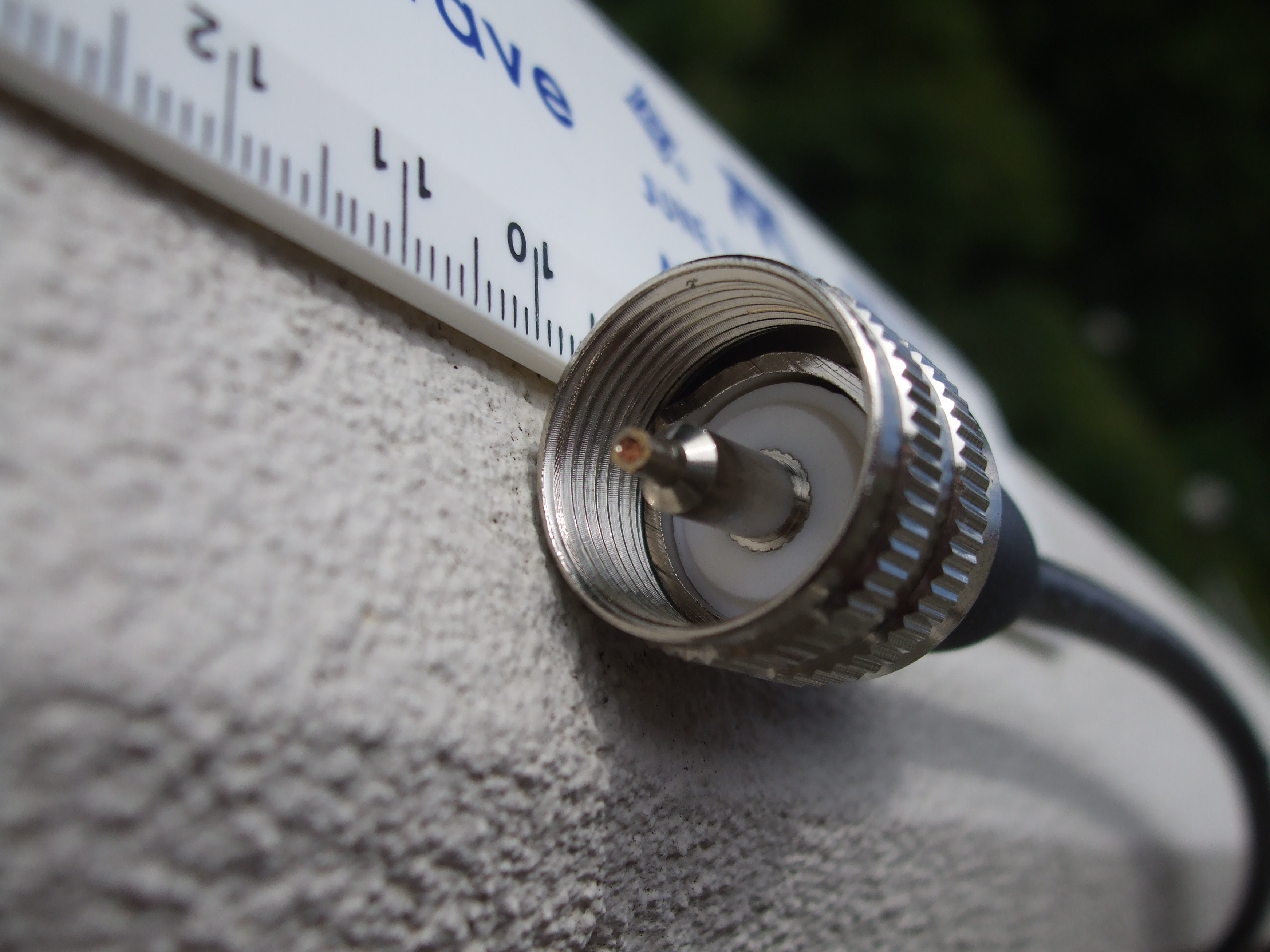
UHF-Kabelstecker

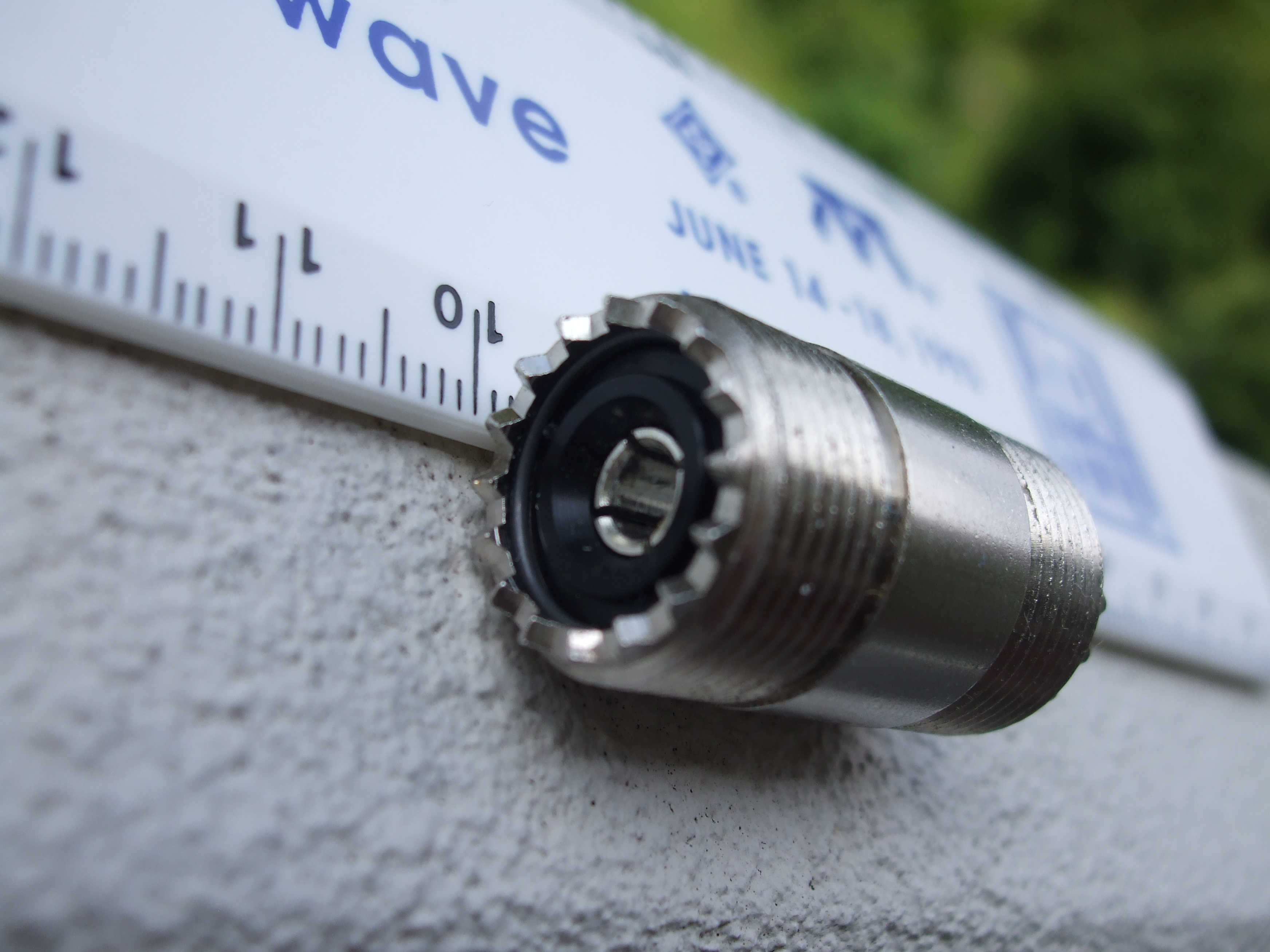
UHF-Adapter (Kupplung)

UHF-Steckverbinder, nach der Bezeichnung der United States Army Signal Corps auch PL-259 (Stecker) und SO-239 (Buchse) genannt, sind eine der ersten und einfach aufgebaute Koaxialsteckverbinder, die bis zu Frequenzen von etwa 300 MHz zum Einsatz kommen.

## Abmessungen
Der Durchmesser des Innenleiters im Stecker beträgt 4 mm und entspricht damit dem eines üblichen Bananensteckers. Das Gewinde ist ein 5/8 Zoll 24 tpi UNEF-Standard-Gewinde (Durchmesser 5/8 Zoll = 15,875 mm; 24 Gänge pro Zoll = 1,058 mm Steigung). Die UHF-Steckerverbinder wurden in den 1940er-Jahren in verschiedenen Ausführungsformen entwickelt und wurden bei den damals ersten Funkgeräten und Radargeräten verwendet, beispielsweise zum Anschluss der Antenne.

## Bezeichnung
Die Bezeichnung der Stecker als UHF-Stecker ist historisch zu verstehen und führt oft zu Verwechslungen: Die Abkürzung UHF steht für englisch Ultra High Frequency was bei Dezimeterwellen einem Frequenzbereich von 300 MHz bis 3 GHz entspricht, für den diese Stecker wegen ihres Aufbaues technisch nicht geeignet sind. Mitte des 20. Jahrhunderts, als dieser Steckertyp entwickelt wurde, war aber die Begriffsverwendung noch nicht genau festgelegt und Frequenzen oberhalb von etwa 30 MHz wurden als „ultrahoch“ betrachtet, woraus sich die bis heute übliche Bezeichnung des UHF-Steckverbinders ableitet.

## Anwendung
Verwendet werden sie vor allem im Amateurfunk für Hochfrequenzanwendungen bei relativ niedrigen Frequenzen, insbesondere im Kurzwellenbereich (3 MHz–30 MHz) und darunter, oder bei Anwendungen, bei denen messtechnische Präzision und reflexionsarme Anpassung nicht im Vordergrund stehen.
Auch wird für diese Stecker wegen der geringen Qualitätsanforderungen in der Regel kein Stehwellenverhältnis (VSWR) spezifiziert, was ihre Verwendung bei hochwertigen Geräten ausschließt. Scherzhaft wird daher gesagt, dass UHF für "Ungeeignet für Hoch-Frequenz" stünde. Wesentlicher Vorteil der UHF-Steckverbinder ist ihr niedriger Preis.
Für hochwertige Geräte und bei Frequenzen im Bereich der Dezimeterwelle und höher werden andere Stecksysteme benutzt, beispielsweise N- oder SMA-Steckverbinder. 

## Mini-UHF

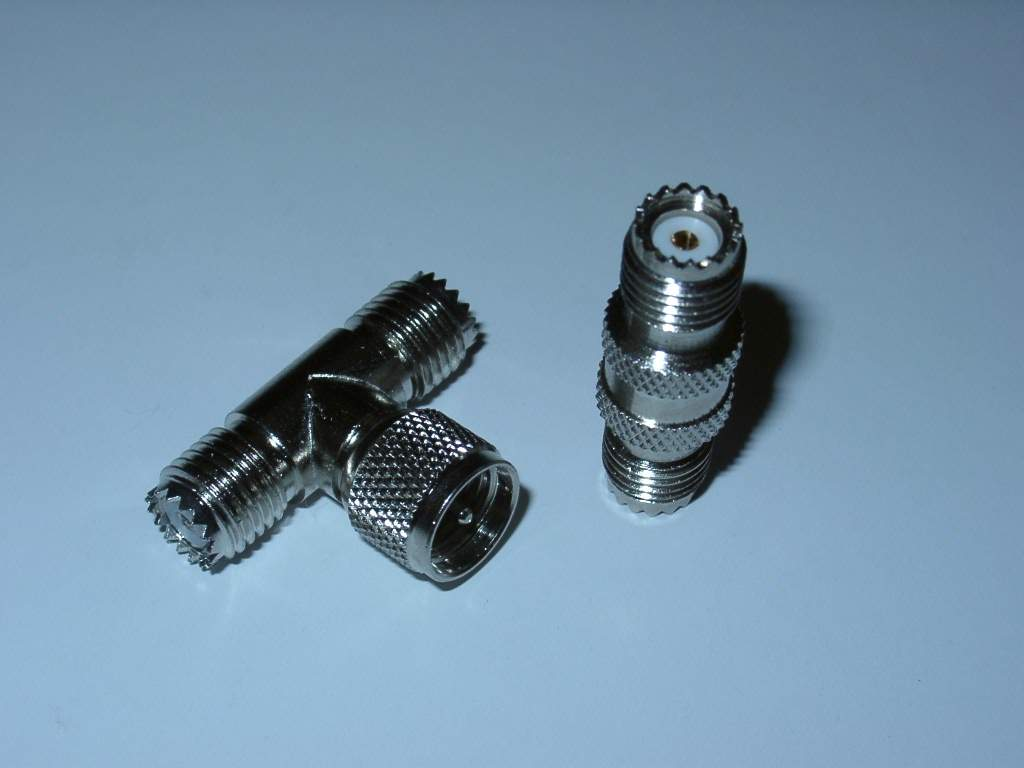
Mini-UHF-Steckverbinder:
T-Stück und Kupplung

Beim Mini-UHF-Steckverbinder handelt es sich um eine modifizierte und verkleinerte Bauform des UHF-Steckverbinders, der durch verbesserte elektrische und mechanische Eigenschaften charakterisiert ist. Durch die Verzahnungen des Schraubverschlusses ist er besonders für den mobilen Einsatz gedacht und beugt so einem Lösen oder Verdrehen der Steckverbindung ausgelöst durch Vibrationen vor. Im Gegensatz zum UHF-Steckverbinder kann von einer definierten Wellenimpedanz von 50 Ω gesprochen werden. Er wird bis etwa 3 GHz eingesetzt.